# Trung tâm lịch sử Odesa
Trung tâm lịch sử của Odesa (tiếng Ukraina: Історичний центр Одеси, đã Latinh hoá: Istorychnyy tsentr Odesy), Trung tâm Thành phố Lịch sử của Odesa, hoặc Trung tâm của Odesa là phần trung tâm thành phố của Odesa và là một Di sản thế giới của Ukraina được UNESCO công nhận từ năm 2023. Di sản này cũng đang bị liệt vào danh sách di sản thế giới bị đe dọa do cuộc xung đột giữa Nga - Ukraina.

## Lịch sử
Thành phố được thành lập vào năm 1794 theo quyết định chiến lược của Yekaterina Đại đế nhằm xây dựng một cảng nước ấm sau khi kết thúc Chiến tranh Nga-Thổ Nhĩ Kỳ (1787–1792). Thành phố mới được xây dựng trên địa điểm của pháo đài Thổ Nhĩ Kỳ, ban đầu được quy hoạch bởi một kỹ sư quân sự và sau đó được mở rộng trong thế kỷ 19. Odesa phát triển nhanh chóng nhờ hoạt động cảng biển, các chính sách tạo thuận lợi giúp nó trở thành một thành phố cảng tự do từ năm 1819 đến năm 1859. Thương mại thu hút đa dạng các cộng đồng đa sắc tộc và đa văn hóa, biến Odesa thành một thành phố quốc tế. Tốc độ phát triển khiến nó trở lên giàu cùng với tính đa văn hóa ảnh hưởng đến sự thể hiện kiến trúc và sự đa dạng về phong cách vẫn còn được thấy qua cảnh quan đô thị.
Trung tâm lịch sử của Odesa là một hệ thống lưới các đường phố rộng rợp bóng cây được chia thành hai khối hình chữ nhật. Thành phố được đặc trưng bởi các tòa nhà tương đối thấp. Được thiết kế bởi các kiến trúc sư và kỹ sư nổi tiếng, nhiều người đến từ Ý trong những năm đầu. Các công trình gồm nhà hát, tòa nhà tôn giáo, trường học, tư dinh và chung cư, câu lạc bộ, khách sạn, ngân hàng, trung tâm mua sắm, nhà kho, sàn giao dịch chứng khoán, nhà ga, các tòa nhà hành chính và công cộng khác đại diện cho cả sự đa dạng chiết trung trong phong cách kiến trúc của một thành phố thương mại.
Kiến trúc và quy hoạch đô thị ở Odesa cũng có thể được tìm thấy ở các thành phố khác thuộc Đế quốc Nga và Áo-Hung cũ, nhưng Odesa đã bảo tồn được những khu vực rộng lớn mang tính lịch sử, phản ánh sự phát triển và thịnh vượng của nó trong thế kỷ 19, đa dạng hơn nhiều so với ở nhiều thành phố khác.

## Mô tả
Phần trung tâm lịch sử được UNESCO công nhận là Di sản thế giới có diện tích 237,5 hecta và một vùng đệm có diện tích 1.068,5 hecta. Vùng lõi bao gồm khu vực bờ biển và các lô nhà của khu Porto Franco cũ. Ranh giới bắt đầu từ khu vực cảng giao với Virmens'kyi Lane. Sau đó nó giới hạn bởi phố Prymors'ka, Torhova qua vài dãy nhà cho đến khi giao cắt với Sadova. Sau đó
tiếp tục dọc theo Preobrazhens'ka, Zhukovs'koho và Pol's'kyi. Ranh giới tiếp tục theo Karantynnyi, Kanatna, Nakhimova và Suvorivska. Điểm cuối của nó là ra đến cảng ở phía đông. Vùng đệm được giới hạn bởi Đại lộ Frantsuz'ky, qua phố Panteleimonivska, Staroportofrankivska và Balkivs'ka ra đến cảng.
Một số công trình tiêu biểu của di sản này bao gồm:
- Cảng Odesa.
- Nhà thờ Biến hình, nhà thờ Chính thống lớn nhất ở Odesa.
- Nhà hát Opera và ba lê Hàn lâm Quốc gia Odesa.
- Nhà hát giao hưởng Odesa.
- Cung điện Potocki.
- Bảo tàng Khảo cổ học Odesa.
- Cung điện Bzhozovsky.
- Cầu thang Potemkin.
- Khách sạn Passage trên phố Derybasivska.
- Khách sạn Bolshaya Moskovskaya trên phố Derybasivska.
- Khách sạn Bristol.
- Tòa nhà phòng khám thủy sinh của Inber cũ trên phố Yelisavetynska.
- Nhà Tường.
- Nhà Russov trên phố Sadova.
- Vườn hoa Thành phố.

Vào ngày 23 tháng 7 năm 2023, Nga đã tiến hành một cuộc tấn công tên lửa trong đêm vào Odesa làm hư hại nghiêm trọng Nhà thờ Biến hình. Nga phủ nhận việc nhắm mục tiêu vào nhà thờ. Theo chính quyền thành phố Odesa, đã có tổng cộng 25 di tích kiến trúc đã bị hư hại ở Trung tâm lịch sử Odesa.

## Hình ảnh

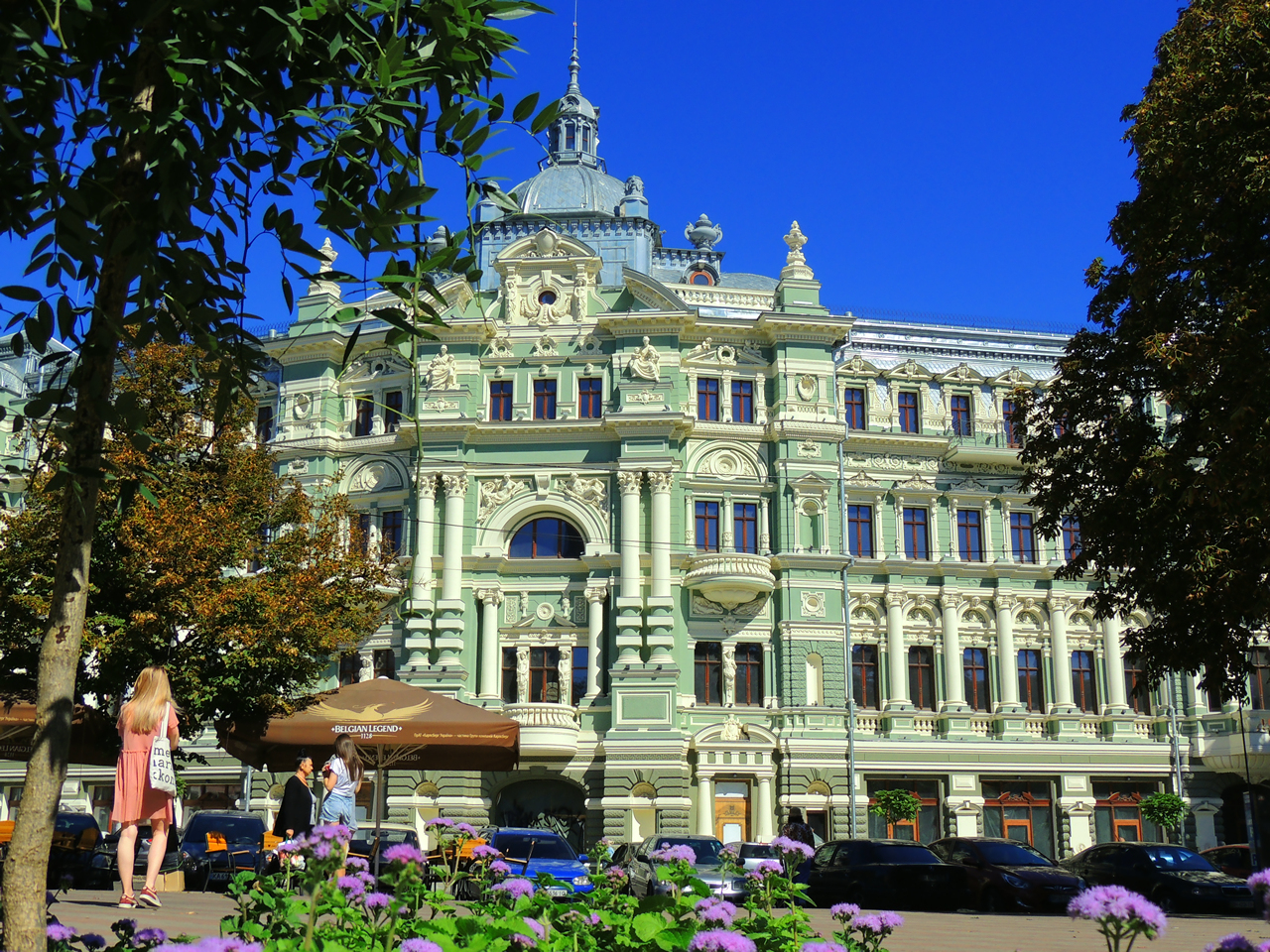
Nhà Russov
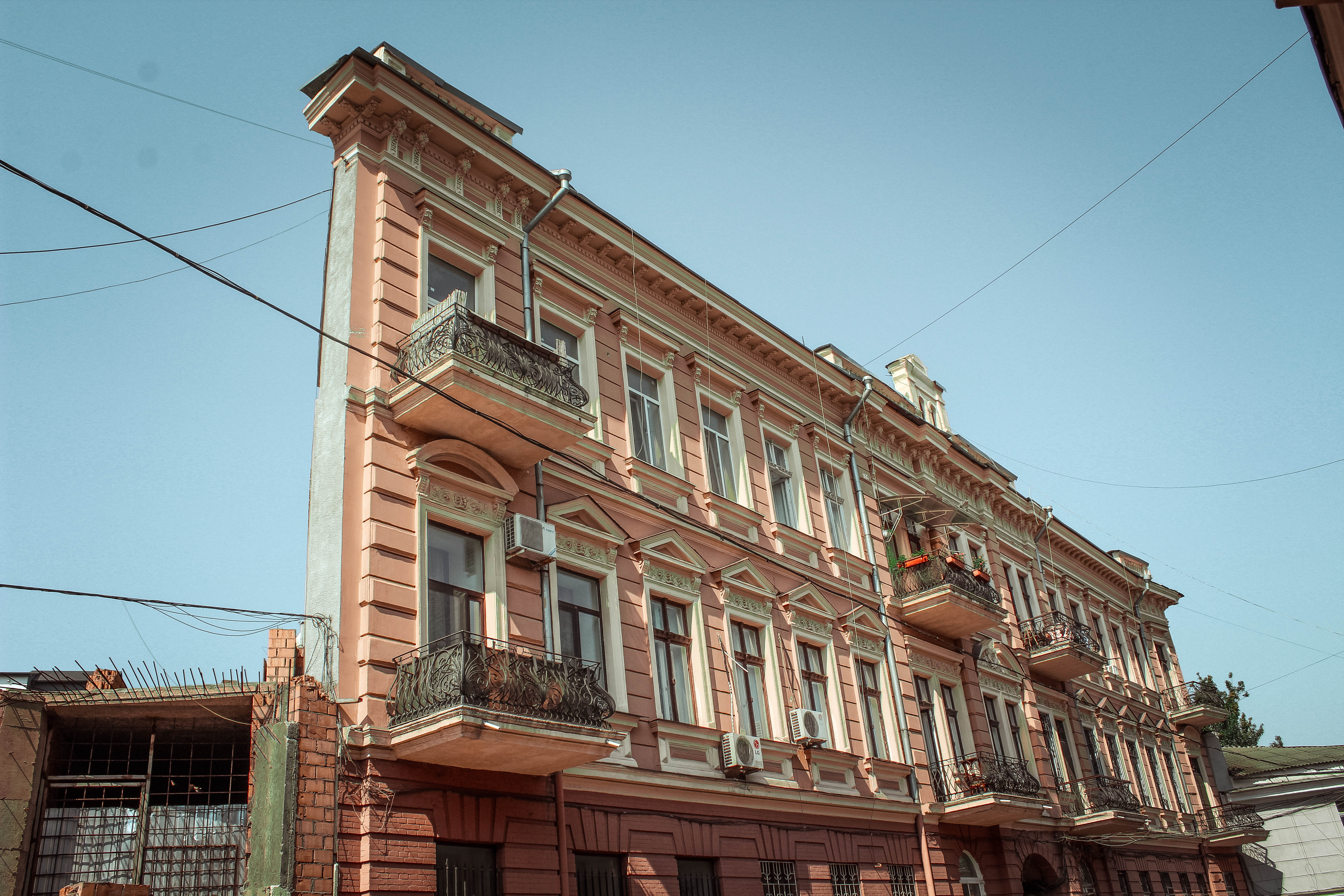
Nhà Tường
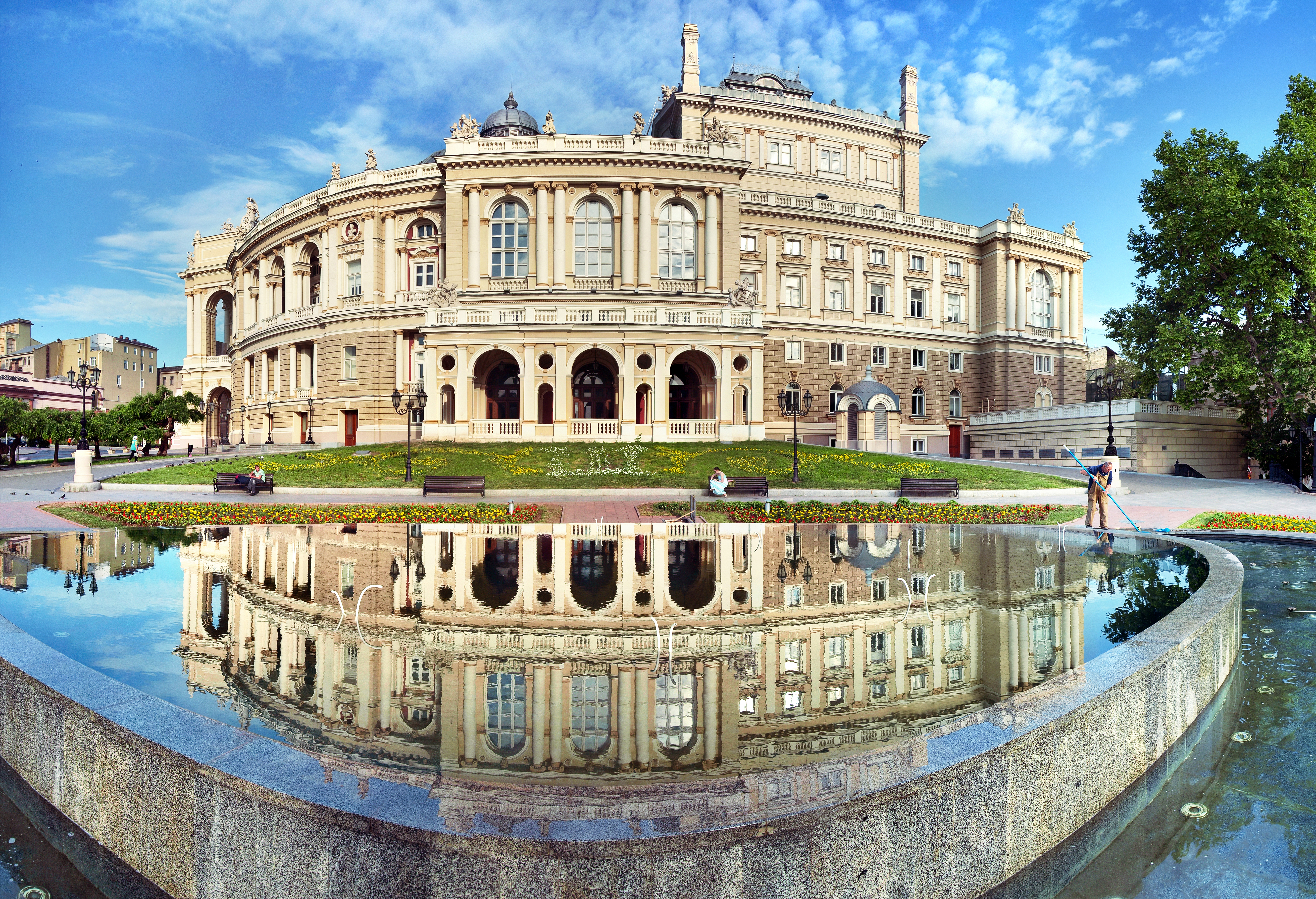
Nhà hát Opera.
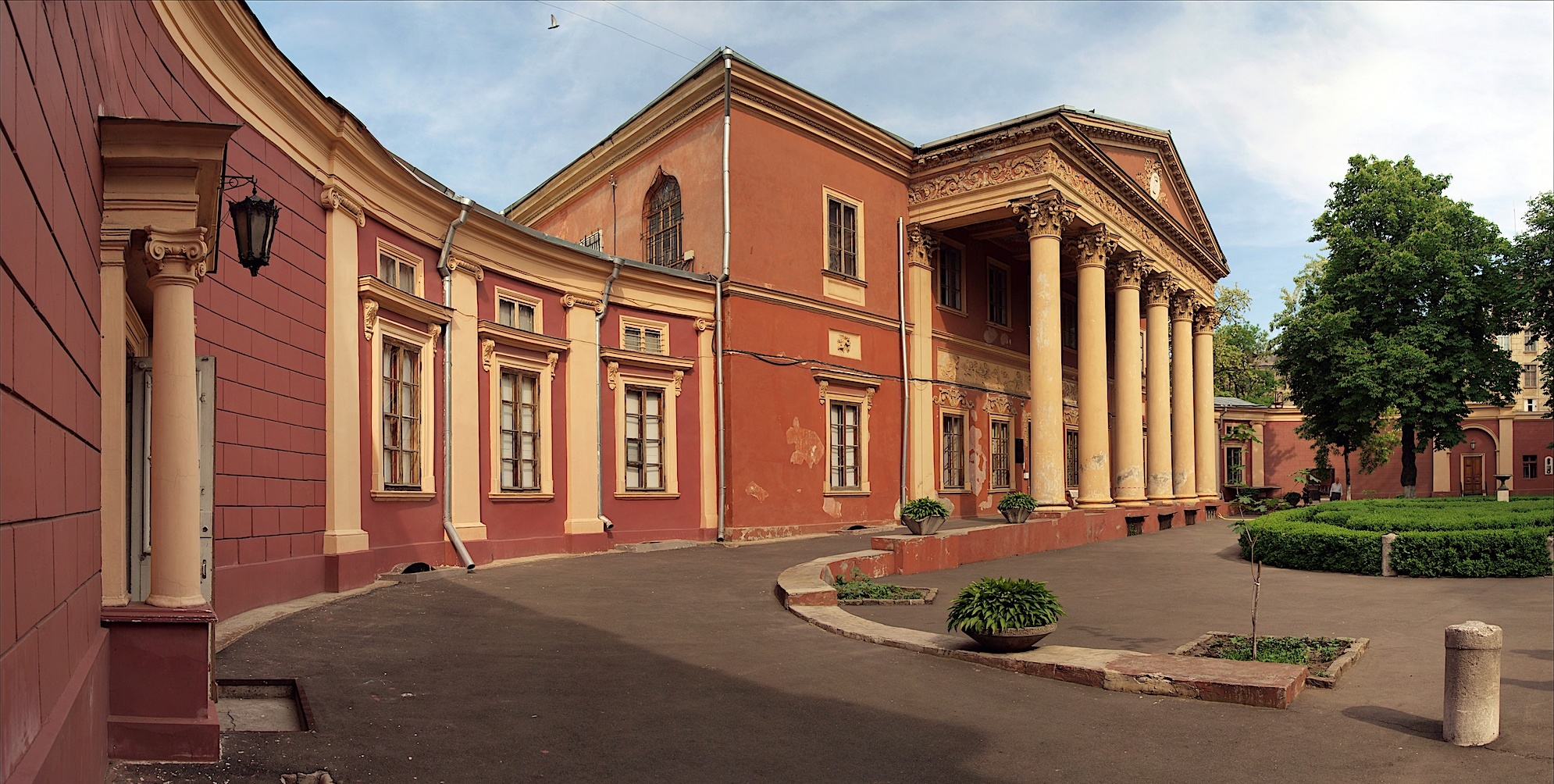
Cung điện Potocki.
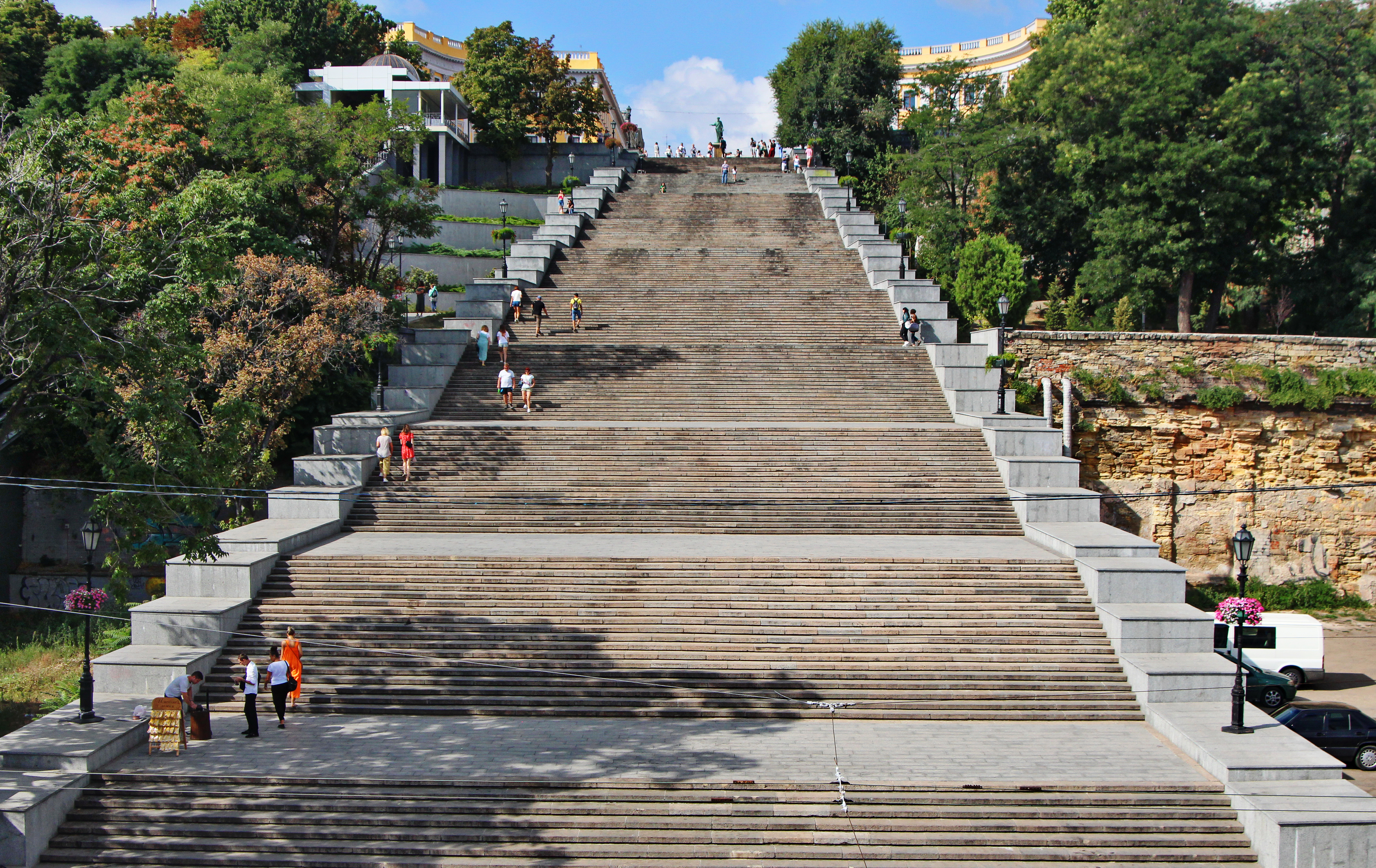
Cầu thang Potemkin.
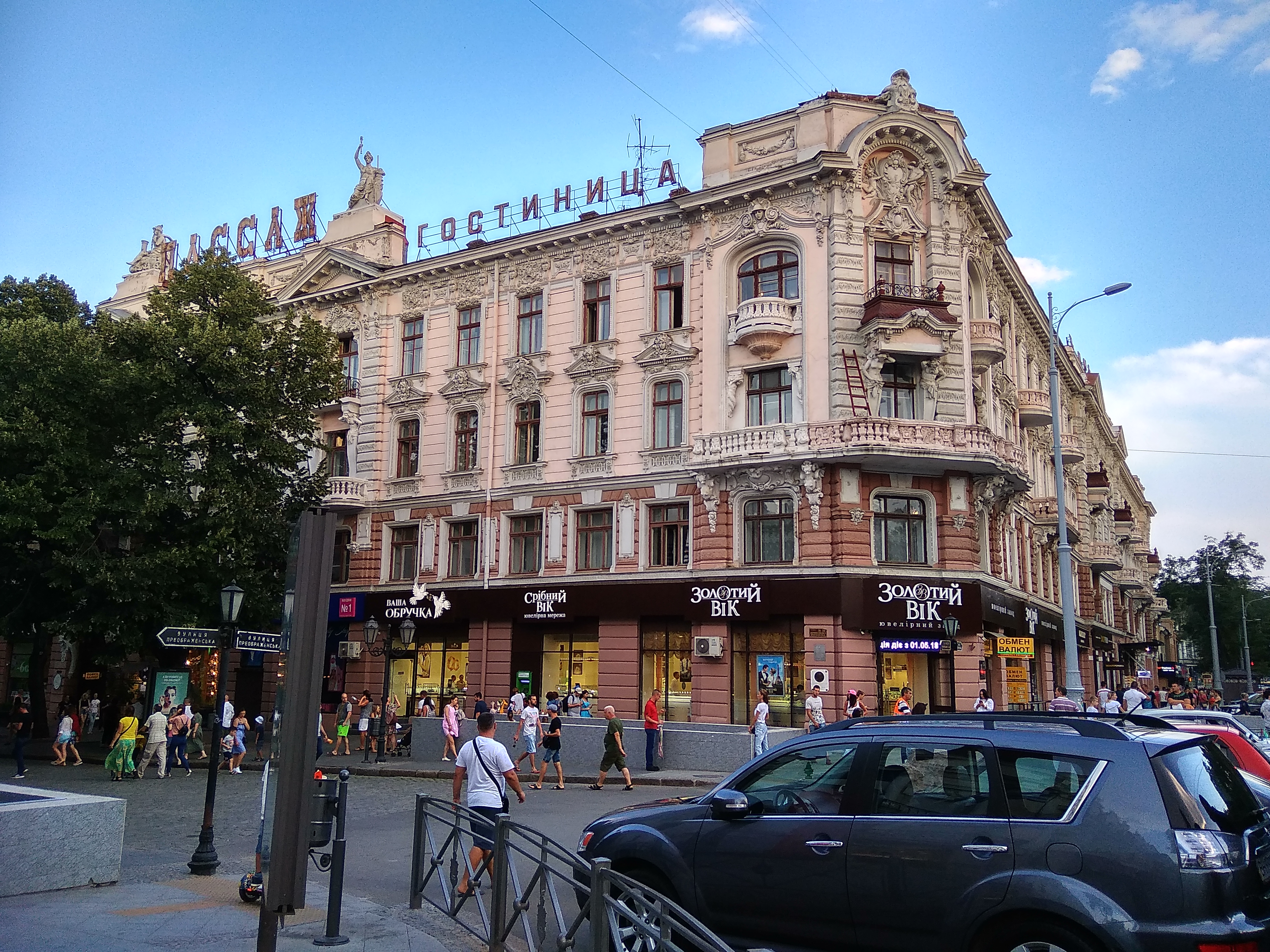
Khách sạn Passage trên phố Derybasivska.
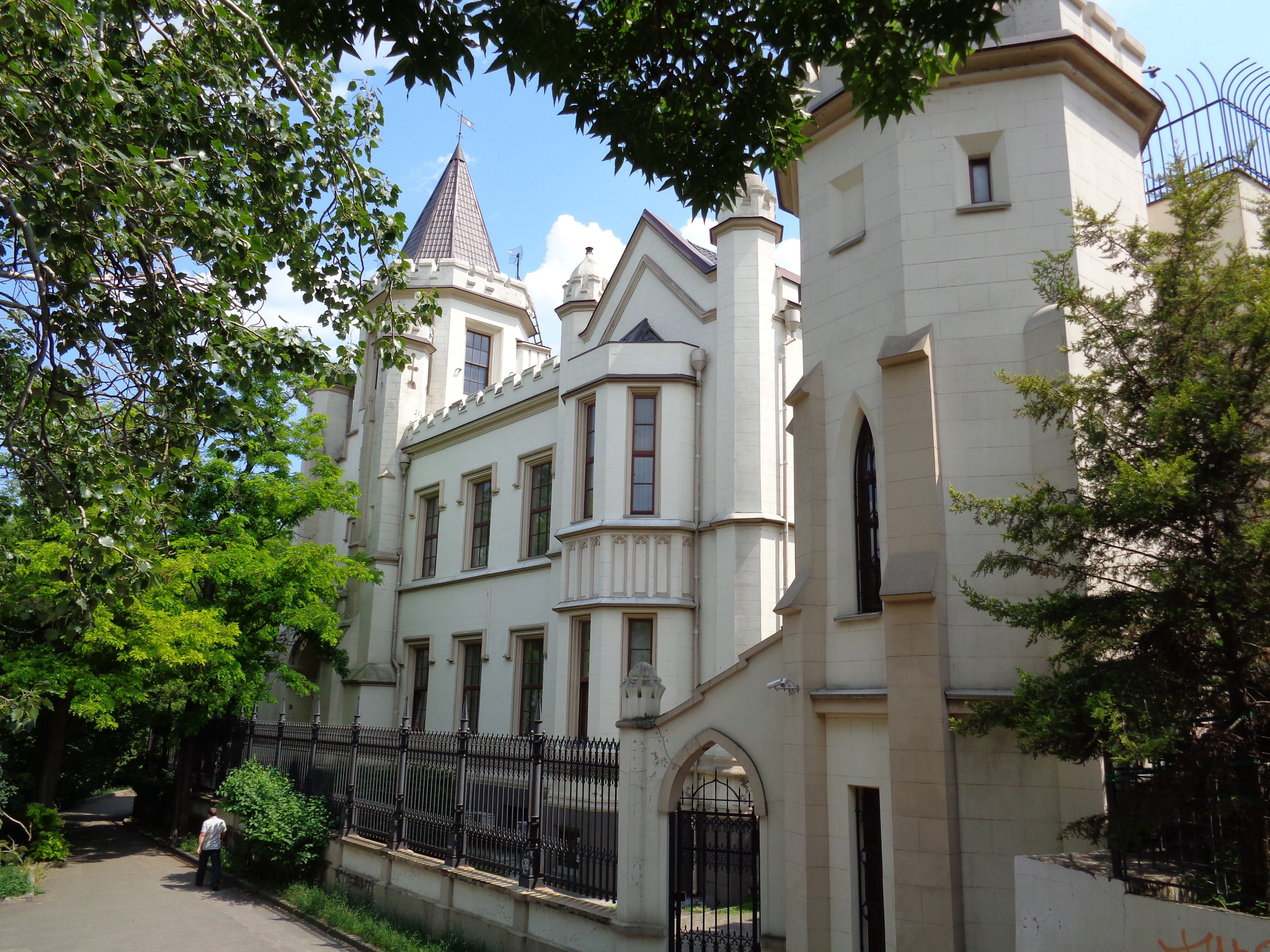
Cung điện Bzhozovsky.
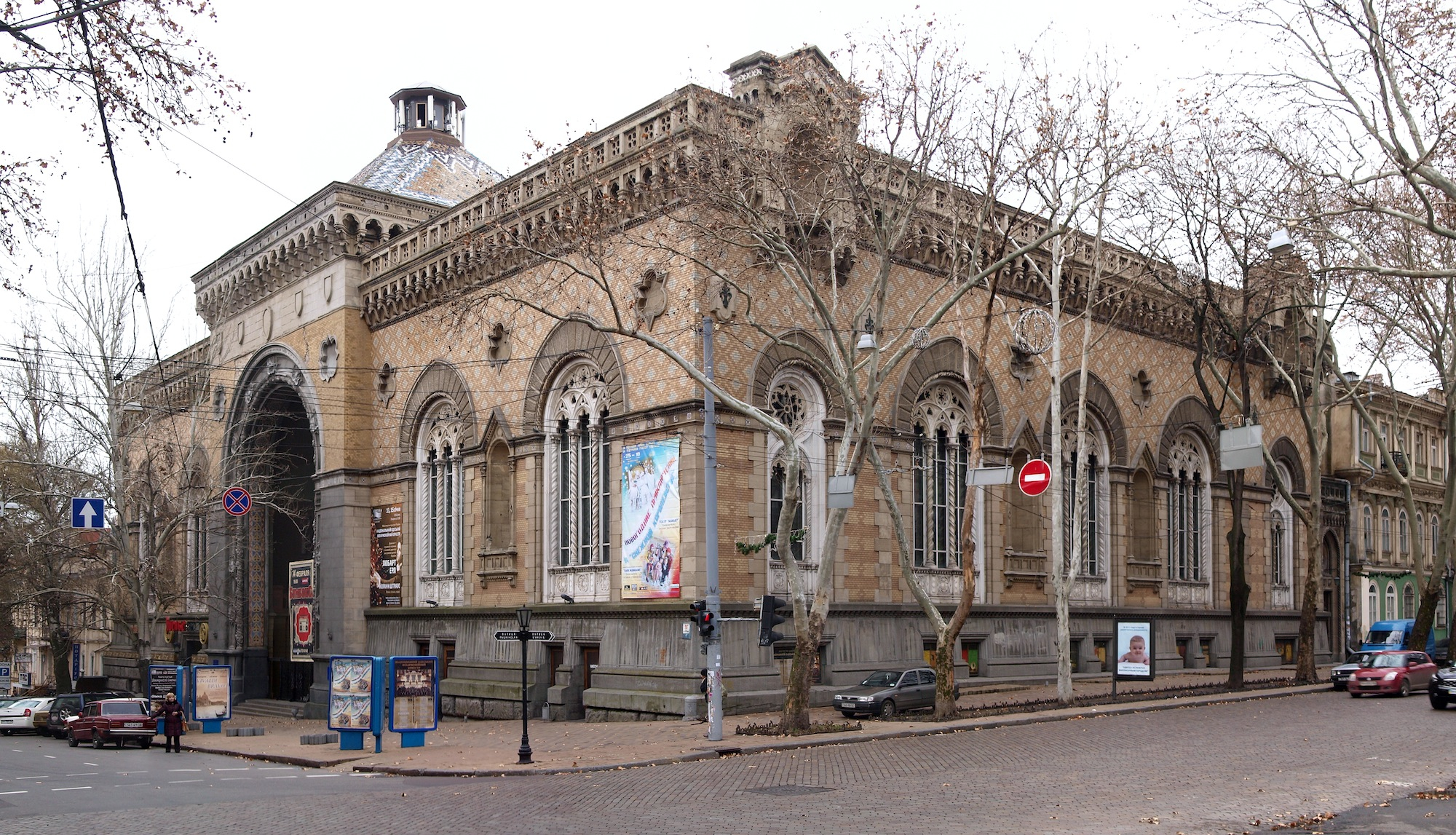
Nhà hát giao hưởng Odesa, một sàn giao dịch chứng khoán cũ
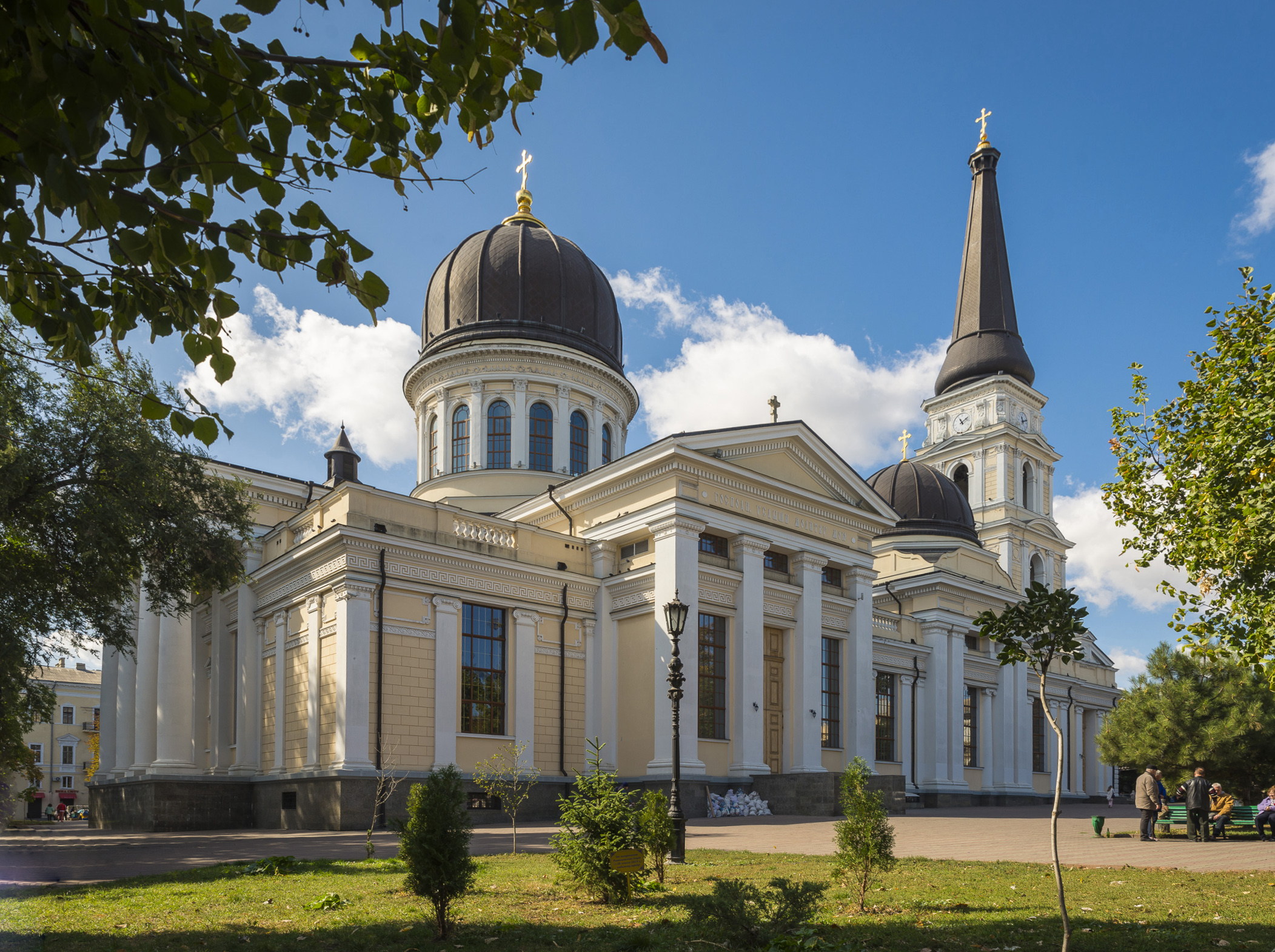
Nhà thờ Biến hình, nhà thờ Chính thống lớn nhất ở Odesa.